# Brock Peters
Brock G. Peters (Harlem, 2 de julho de 1928 — Los Angeles, 23 de agosto de 2005) foi um ator norte-americano, conhecido por interpretar Tom Robinson no filme To Kill a Mockingbird (1962).